# オーバーコッツァウ
オーバーコッツァウ (ドイツ語: Oberkotzau) は、バイエルン州オーバーフランケン行政管区ホーフ郡に属する市場町で、ホーフ市の南約5kmに位置する。

## 地理

### 自治体の構成
本町は、公式には8つの地区 (Ort) からなる。このうち孤立農場などを除く集落を以下に列記する。
- アウテングリュン
- ファッティガウ
- オーバーコッツァウ

## 歴史
オーバーコッツァウは、オーバーフランケン北東部で最も古くに入植が始まった地であり、紀元前の入植跡と推測される痕跡が遺されている。
オーバーコッツァウの最初の領主として歴史の中から突然現れた、古貴族の騎士一門であるコッツァウ家は、豊富な財産と高い名声を得て、この近隣地域で重要な役割を果たした。
17世紀の中頃、古貴族のコッツァウ家は消滅し、コッツァウの財産はバイロイト辺境伯に移った。この領邦君主の近親者であるブランデンブルク＝クルムバッハ辺境伯ゲオルク・アルブレヒトは1698年にこれを買い上げて獲得した。市民と結婚した後、辺境伯はオーバーコッツァウに住まいを構え、コッツァウの男爵一族『豪奢なブランデンブルク＝クルムバッハ家』を創設した。この男爵家は、1852年に焼失した古い城の跡地に、現在の大規模な、幾分異国風の趣のある城を建造した。
オーバーコッツァウにはかつて「皇帝の隠れ家」があった。この隠れ家は、姦通者と殺人犯を除く、犯罪者が判決を待つための施設として用いられた。1760年以降は滅多に使われることはなくなり、1799年に正式に廃止された。
「コッツァウ」が初めて文献に現れるのは、1234年3月26日である。

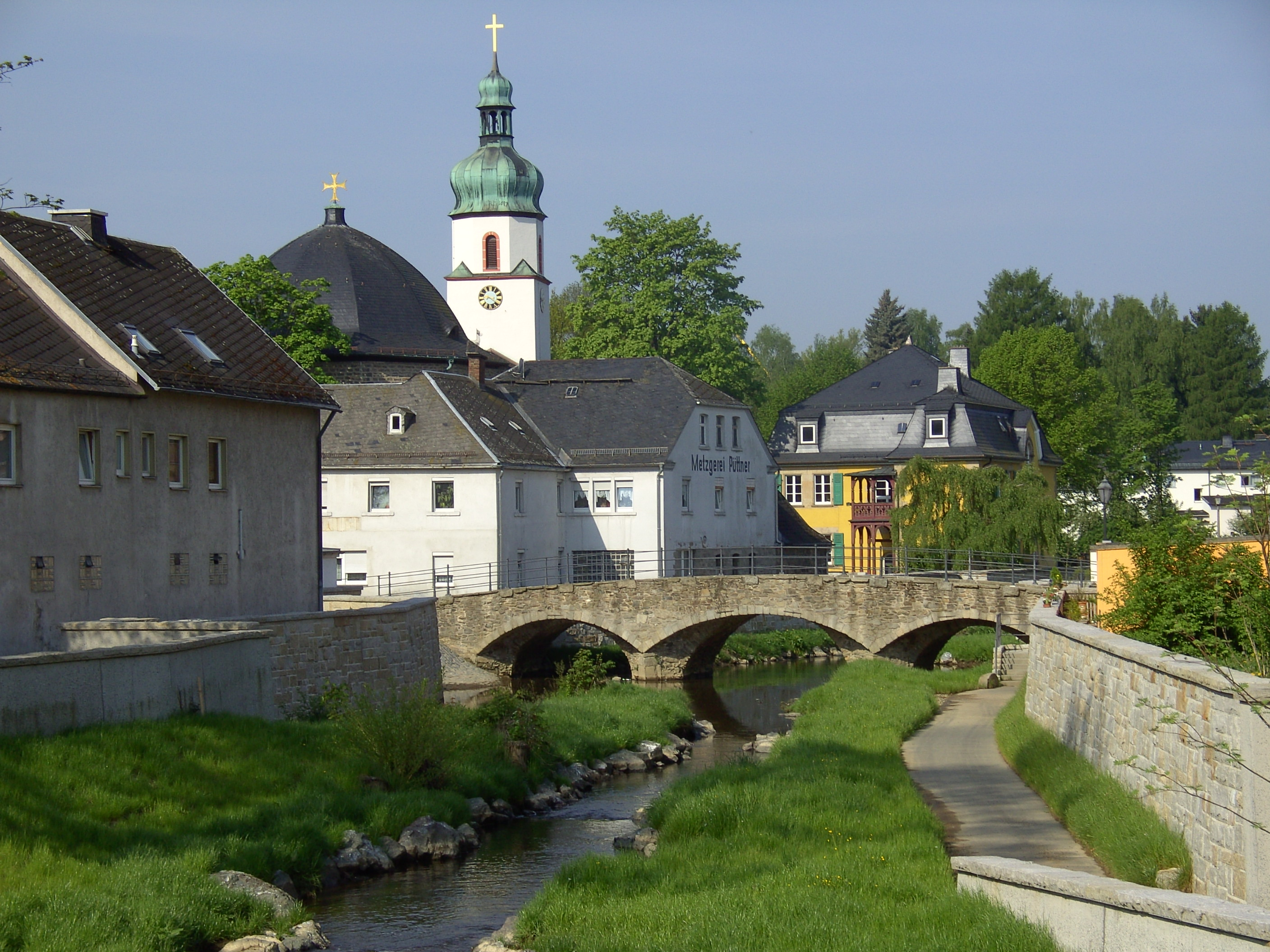
シュヴェニッツ川に架かる橋。背景は聖ヤーコブス教会と牧師館

## 経済と社会資本
オーバーコッツァウは重要な鉄道路線、ホーフ - マルクトレドヴィッツ - ニュルンベルク/レーゲンスブルク、およびホーフ - バンベルク - ニュルンベルクに面している。さらにゼルプへ向かう近郊路線との分岐点にもなっている。この町で3つの路線が分岐するため、第二次世界大戦でホーフ駅が爆撃を受けた後は、この駅が貨物や旅客の積み替え/乗り換え駅となり重要な意味を持つこととなった。さらにはアウトバーンのA9とA93も町からさほど遠くない場所を走っている。

### 地元企業
- GEALAN Fenster-Systeme GmbH （窓製造）
- GEALAN-Formteile Kunststoffverarbeitung （プラスチック加工）
- Siebenstern - Jackstädt & Co. KG （缶詰）
- Gemeinhardt AG （太陽熱暖房機）
- Druckerei Pauli （プレス工場）
- Schloßbrauerei Stelzer (Fattigau) （ビール醸造）
- T&S Dienstleistungen GbR Fliesenlegearbeiten （タイル貼り）
- Solartechnik Kropf GmbH （太陽電池）
- Ernst Kropf Bedachungen GmbH （屋根瓦）
- Baugeschäft Schaller （建築資材）
- pixacom Internetlösungen und IT-Beratung （インターネット、IT事業）

## 引用
1. ↑  https://www.statistikdaten.bayern.de/genesis/online?operation=result&code=12411-003r&leerzeilen=false&language=de Genesis-Online-Datenbank des Bayerischen Landesamtes für Statistik Tabelle 12411-003r Fortschreibung des Bevölkerungsstandes: Gemeinden, Stichtag (Einwohnerzahlen auf Grundlage des Zensus 2011)
2. ↑  Bayerische Landesbibliothek Online